# Мозер-Скандоло, Констанце
Констанце Мозер-Скандоло (нем. Constanze Moser-Scandolo, родилась 4 июля 1965 в Веймаре, ГДР) — восточногерманская конькобежка, чемпионка мира 1989 года, участница Олимпиады 1988 года на 1500 метров.

## Биография
Констанце Скандоло родилась в Веймаре, ГДР. Конькобежным спортом начала заниматься в Эрфурте в одной группе с Гундой Ниман. Участвовала на Олимпиаде—1988 года, в забеге на 1500 метров получила травму. В 1989 году выиграла чемпионат мира, стала серебряным призёром чемпионата Европы, победителем Кубка мира на 1500 метров и третьей на дистанциях 1000 метров и 3000/5000 метров. В 1990 году стала бронзовым призёром чемпионата мира. Завершила спортивную карьеру после рождения дочери.